# Parabuthus villosus
Parabuthus villosus je nejdelší štír čeledi Buthidae.

## Popis
Dorůstá až 180 mm. Velkou část těla pokrývají chloupky. Zbarvení tohoto štíra je černé až hnědé se světlýma nohama v závislosti na lokalitě. Mladí jedinci mají žluté nohy. Tento štír je jako jediný na světě aktivní ve dne. Z hlediska chovatelství je štír atraktivní, ale není často chován. Podle velkého telsonu je vidět, že patří k těm nejjedovatějším štírům na světě. Populace z okolí města Windhoek má slabší jed,takže bodnutí není příliš bolestivé. P. villosus se vyskytuje pod padlými stromy a spadanou kůrou.

## Chov
Odchov není tak problematický jako u některých štírů rodu Hadogenes a dalších druhů rodu Parabuthus.